# Liste der Kulturgüter in Zuzgen
Die Liste der Kulturgüter in Zuzgen enthält alle Objekte in der Gemeinde Zuzgen im Kanton Aargau, die gemäss der Haager Konvention zum Schutz von Kulturgut bei bewaffneten Konflikten, dem Bundesgesetz vom 20. Juni 2014 über den Schutz der Kulturgüter bei bewaffneten Konflikten sowie der Verordnung vom 29. Oktober 2014 über den Schutz der Kulturgüter bei bewaffneten Konflikten unter Schutz stehen.
Objekte der Kategorie A sind im Gemeindegebiet nicht ausgewiesen, Objekte der Kategorie B sind vollständig in der Liste enthalten, Objekte der Kategorie C fehlen zurzeit (Stand: 1. Januar 2023). Unter übrige Baudenkmäler sind weitere geschützte Objekte zu finden, die in der Bau- und Nutzungsordnung der Gemeinde verzeichnet und nicht bereits in der Liste der Kulturgüter enthalten sind.

## Kulturgüter
| Foto |                                                                                     | Objekt                                                   | Kat. | Typ | Standort                        | Beschreibung |
| ---- | ----------------------------------------------------------------------------------- | -------------------------------------------------------- | ---- | --- | ------------------------------- | ------------ |
| ja   | Datei hochladen · Wikidata zu Christkatholische Kirche St. Georg (Q5477108)         | Christkatholische Kirche St. Georg KGS-Nr.: 00326        | B    | G   | Kirchgasse 4 634947 / 263812    |              |
| ja   | Datei hochladen · Wikidata zu Pfarrspeicher (Q15124752)                             | Pfarrspeicher KGS-Nr.: 15991                             | B    | G   | Hauptstrasse 57 634937 / 263786 |              |
| ja   | Datei hochladen · Wikidata zu Römisch-katholische Pfarrkirche St. Georg (Q15124722) | Römisch-katholische Pfarrkirche St. Georg KGS-Nr.: 15992 | B    | G   | Hauptstrasse 48 634905 / 263782 |              |

## Übrige Baudenkmäler
| ID   | Foto |                                                     | Objekt                                   | Typ | Standort                        | Beschreibung |
| ---- | ---- | --------------------------------------------------- | ---------------------------------------- | --- | ------------------------------- | ------------ |
| 1.1  | ja   | Datei hochladen · Wikidata zu Wohnhaus (Q106427847) | Wohnhaus (um 1800)                       | G   | Schulstrasse 34 634524 / 264162 |              |
| 1.2  |      | Datei hochladen                                     | Bauernhaus (um 1830/40)                  | G   | Schulstrasse                    |              |
| 1.3  | ja   | Datei hochladen                                     | Bauernhaus (1827)                        | G   | Schulstrasse 4 634862 / 263892  |              |
| 1.4  | ja   | Datei hochladen                                     | Bauernhaus (1792)                        | G   | Rössligasse 1 634886 / 263850   |              |
| 1.5  | ja   | Datei hochladen                                     | Bauernhaus (Alte Post, 1860)             | G   | Hauptstrasse 46 634873 / 263811 |              |
| 1.6  | ja   | Datei hochladen                                     | Römisch-katholisches Pfarrhaus (18. Jh.) | G   | Kirchgasse 634919 / 263821      |              |
| 1.7  | ja   | Datei hochladen                                     | Bauernhaus (1803)                        | G   | Gassenbach 22 634761 / 263747   |              |
| 1.8  | ja   | Datei hochladen                                     | Schulhaus (1841)                         | G   | Schulstrasse 19 634620 / 264067 |              |
| 1.9  |      | Datei hochladen                                     | Bauernhaus (1798)                        | G   | Schulstrasse                    |              |
| 1.10 | ja   | Datei hochladen                                     | Fabrikhalle (1929)                       | G   | Gassenbach 634754 / 263808      |              |

Legende: Siehe Legende der Liste der Kulturgüter von nationaler und regionaler Bedeutung. Anstelle der KGS-Nummer wird als Objekt-Identifikator (ID) die Inventar- oder Gebäudenummer in der Bau- und Nutzungsordnung der Gemeinde verwendet.